# Либерално-демократическа партия (Северна Македония)
Вижте пояснителната страница за други значения на Либерално-демократическа партия.
Либерално-демократическата партия (на македонска литературна норма: Либерално-демократска партија) (ЛДП) е партия в Северна Македония, член на Либералния интернационал. Лидер на партията е Моника Зайкова.

## История и развитие
Партията е наследник на Демократическата и Либералната партия, които се обединяват на 19 април 1997 г. Първи председател на партията е Петър Гошев, тогавашен председател на Демократическата партия.
През 2000 г. от партията се отцепва група начело със Стоян Андов, която възстановява Либералната партия. Същата година участва в местните избори, а през 2002 и 2006 г. в парламентарните избори в рамките на коалицията За Македония заедно, образувана около СДСМ. През 2005 г. нова група начело с Лиляна Поповска се отцепва и създава партията Демократично обновление на Македония.
През 2002–2006 ЛДП участва в коалиционното правителство, водено от СДСМ, а от 2006 г. е в опозиция.
На парламентарните избори на 5 юни 2011 г. партията участва самостоятелно и получава 16 551 гласа, което е слаб изборен резултат. Партията не получава нито едно депутатско място и на следващия ден председателят ѝ Йован Манасиевски подава оставка. На негово място е избран Андрей Жерновски.
На местните избори през 2013 г. ЛДП отново влиза в опозиционната коалиция около СДСМ, като лидерът Андрей Жерновски печели изборите и става кмет на община Център. На парламентарните избори през 2014 г. участва в опозиционната коалиция и спечелва две депутатски места. Въпреки решението за непризнаване на резултатите и бойкот на парламента дотогавашната заместник-председателка Роза Топузова-Каревска остава в парламента, поради което е изключена от всички ръководни органи, но не и от самата партия.
От 1 февруари 2015 г. председател на ЛДП е Горан Милевски. На изборите през декември 2016 г. печели три депутатски места като част от коалицията около СДСМ и участва в правителството на Зоран Заев с подпредседателя си Зоран Шапурич, който е министър без ресор. От юни 2019 г. Горан Милевски е министър на местното самоуправление в правителствата на Зоран Заев и Димитър Ковачевски.
През юли 2022 година двамата депутати от ЛДП  Моника Зайкова и Боби Мойсоски гласуват с мнозинството около СДСМ за приемане на френското предложение Северна Македония да започне преговори с Европейския съюз, но председателят Горан Милевски участва в антибългарската кампания и е противник на предложението.
През есента на 2022 г. Горан Милевски подава оставка като председател на партията и член на правителството и по-късно е изпратен за посланик в Словения. В правителството като представител на ЛДП е заменен от Ристо Пенов, а на 20 ноември 2022 г. партиен конгрес избира за председател Моника Зайкова.